# Takhat (dinastia XX)
Takhat va ser una reina egípcia de la dinastia XX. És probable que fos l'esposa de Montuherkhopxef, un fill de Ramsés III. L'egiptòleg britànic Aidan Mark Dodson especula que podria haver estat la mare de Ramsès IX.
TaKhat va ser enterrada (així com Baketuernel, esposa de Ramsès IX) a la tomba tebana KV10, destinada originàriament a ser la tomba del faraó Amenmesse de la dinastia XIX. S'hi van trobar parts d'una mòmia que es van atribuir a Takhat.